# Флаг Шахтёрского района
Флаг Шахтёрского района — официальный символ, наряду с гербом, Шахтёрского района Донецкой области Украины.
Флаг Шахтёрского района Донецкой области был утверждён в январе 2003 года.
Флаг двусторонний. Высота полотнища относится к его ширине в пропорции 2 к 3. Полотнище разделено горизонтально на две полосы равной высоты. Верхнее поле зелёного цвета. Нижнее поле жёлтого цвета. Цвета верхнего и нижнего поля символизируют, что район сельскохозяйственный.
С левой стороны полотнища расположен треугольник белого цвета. В треугольнике изображён герб, изображающий скульптуру солдата и стелу мемориального комплекса Саур-Могила.